# Esko Marttinen
Esko Oiva Marttinen, né le 15 janvier 1938 à Kajaani, est un biathlète finlandais.

## Biographie
Il court l'individuel aux Jeux olympiques d'hiver de 1964.
Marttinen remporte la médaille de bronze au relais aux Championnats du monde 1969 en compagnie de Kalevi Vähäkylä, Mauri Röppänen et Mauno Peltonen.

## Palmarès en biathlon

### Jeux olympiques d'hiver
| Épreuve / Édition | Individuel |
| ----------------- | ---------- |
| JO 1964 Innsbruck | 23e        |

### Championnats du monde
- Championnats du monde 1969 à Zakopane (Pologne) :
  -  Médaille de bronze au relais 4 × 7,5 km.